# Trach

Herb

Odmiana

Trach – herb szlachecki.

## Opis herbu
Herbu tego tarcza na dwie części przedzielona wzdłuż być powinna, po prawej stronie jest Smok w górę podniesiony, ze skrzydłami i nogami rozszerzonymi, jakby coś chciał złapać, bez korony, z uszami długimi, ogon u niego trochę zakrzywiony, jakby stał na nim; po lewej stronie trzy Wręby, ale trochę na ukos idące, na hełmie trzy pióra strusie.

## Historia
Oprócz Polski, herb Trach występuje również w herbarzach pochodzenia niemieckiego i francuskiego. W Polsce, początkowo Trach był nierozerwalnie związany z rodem śląskim o tym samym nazwisku - Trachów z Brzezia - wskazuje to na jego zachodnie pochodzenie; według zachodnich reguł heraldycznych większość herbów należała tylko do jednej rodziny (nie tworzono rodów heraldycznych, jak to miało miejsce w Polsce, gdzie do jednego herbu należą dziesiątki rodzin o niewielkim lub żadnym stopniu spokrewnienia). Potomkowie Ottona Tracha, osiedlając się w różnych miejscowościach przyjęli nazwiska pochodzące od ich nazw - i tak na przykład: Bukowiecki z Bukowca, Proski z Prochów itd.
Najwcześniejsze wzmianki o herbie: 1494

## Odmiany herbu
Bartosz Paprocki w Sztambuchu Śląskim podaje, że ...Powinien być Smok złoty w koronie na głowie, w polu błękitnym, a po drugiej stronie trzy pola, na hełmie pół Smoka takiego jak na tarczy . Z kolei francuskie herbarze podają, że godło na tarczy herbu Trach to D'argent, à un dragon ailé de sable, a więc "w polu srebrnym, czarny (de sable) skrzydlaty (ailé) smok". Ostateczny wygląd klejnotu osadzonego w hełmie na tarczy również jest niejasny. Sam Paprocki podaje, że jedni kładą "pół smoka, takiego jak na tarczy", inni zaś trzy pióra strusie. Francuski blazon umieszcza w nim po prostu smoka (le dragon).

## Herbowni
Albingiewicz, Boszczewski, Boszczowski, Bukowiecki, Gniński, Proski, Trach, Zelęcki, Żak